# Suhača (Republika Serbska)
Suhača (cyr. Сухача) – wieś w Bośni i Hercegowinie, w Republice Serbskiej, w gminie Novi Grad. W 2013 roku liczyła 506 mieszkańców.